# Stefan Jaworski (sędzia)
Stefan Jan Jaworski (ur. 9 grudnia 1946 w Kamionce Górnej) – polski prawnik, prokurator, sędzia Trybunału Konstytucyjnego w stanie spoczynku, od 2010 do 2014 przewodniczący Państwowej Komisji Wyborczej.

## Życiorys
Syn Michała i Karoliny. W 1969 ukończył studia na Wydziale Prawa Uniwersytetu Jagiellońskiego.
Po odbyciu w latach 1969–1971 aplikacji prokuratorskiej do 1993 pracował w prokuraturze. Był kolejno asesorem i podprokuratorem w Prokuraturze Powiatowej w Bytowie. Działał w Związku Młodzieży Wiejskiej oraz w Zjednoczonym Stronnictwie Ludowym. Od 1974 zajmował stanowisko podprokuratora Prokuratury Wojewódzkiej w Koszalinie, od 1975 wiceprokuratora i następnie prokuratora w Prokuraturze Wojewódzkiej w Słupsku. W 1990 został Prokuratorem Wojewódzkim w Zamościu. W 1992 powołano go na wicedyrektora Departamentu Prokuratury w Ministerstwie Sprawiedliwości. W czerwcu tego samego roku powierzono mu obowiązki Prokuratora Wojewódzkiego w Warszawie. Od lipca do listopada 1993 był prokuratorem Prokuratury Apelacyjnej w Lublinie, pełnił funkcję Naczelnika Wydziału Organizacyjnego.
Od 1 grudnia 1993 do 30 listopada 2001 był sędzią Trybunału Konstytucyjnego. 22 czerwca 1995 został członkiem Państwowej Komisji Wyborczej, a 31 marca 2010 został wybrany na jej przewodniczącego. Kierowana przez niego PKW w 2014 stała się przedmiotem publicznej krytyki po problemach z systemem informatycznym wykorzystanym w wyborach samorządowych. 21 listopada 2014 złożył dymisję (ze skutkiem od 1 grudnia 2014).

## Ordery i odznaczenia
- Krzyż Komandorski Orderu Odrodzenia Polski (2001)[5].